# Théâtre Bellecour
Pour les articles homonymes, voir Bellecour.
Le théâtre Bellecour est un ancien théâtre lyonnais, situé au 85 rue de la République. Conçu par Émile Guimet et par l'architecte Jules Chatron, le bâtiment est inauguré le 25 septembre 1879.
Par la suite, le bâtiment devient le siège du journal Le Progrès puis devient un magasin FNAC à partir de 1985.

## Bâtiment
Un certain nombre de similarités existent entre le bâtiment du théâtre et celui du musée d'histoire naturelle - Guimet qu est d'ailleurs inauguré le lendemain par Jules Ferry.
Une mosaïque d'Antonio Mora décore la façade principale.

## Histoire
La première représentation est celle de La jeunesse de Louis XIV (d'Alexandre Dumas (fils)), le jour de l'inauguration, le 25 septembre 1879.
Dans la nuit du 22 octobre 1882, une explosion éclate dans le restaurant du théâtre Bellecour dit « L’Assommoir ». Plusieurs anarchistes sont soupçonnés dont Antoine Cyvoct.
En 1892, Émile Guimet cède le théâtre et le musée à la ville de Lyon. En mars 1895, le bâtiment devient le siège du Progrès jusqu'en 1985 quand il devient un magasin Fnac.
Durant la Seconde Guerre mondiale et à l'instar du 5 impasse Catelin, le bâtiment est utilisé par la Milice française, ; le hall d'entrée « est transformé en exposition permanente de propagande » selon Marcel Ruby.

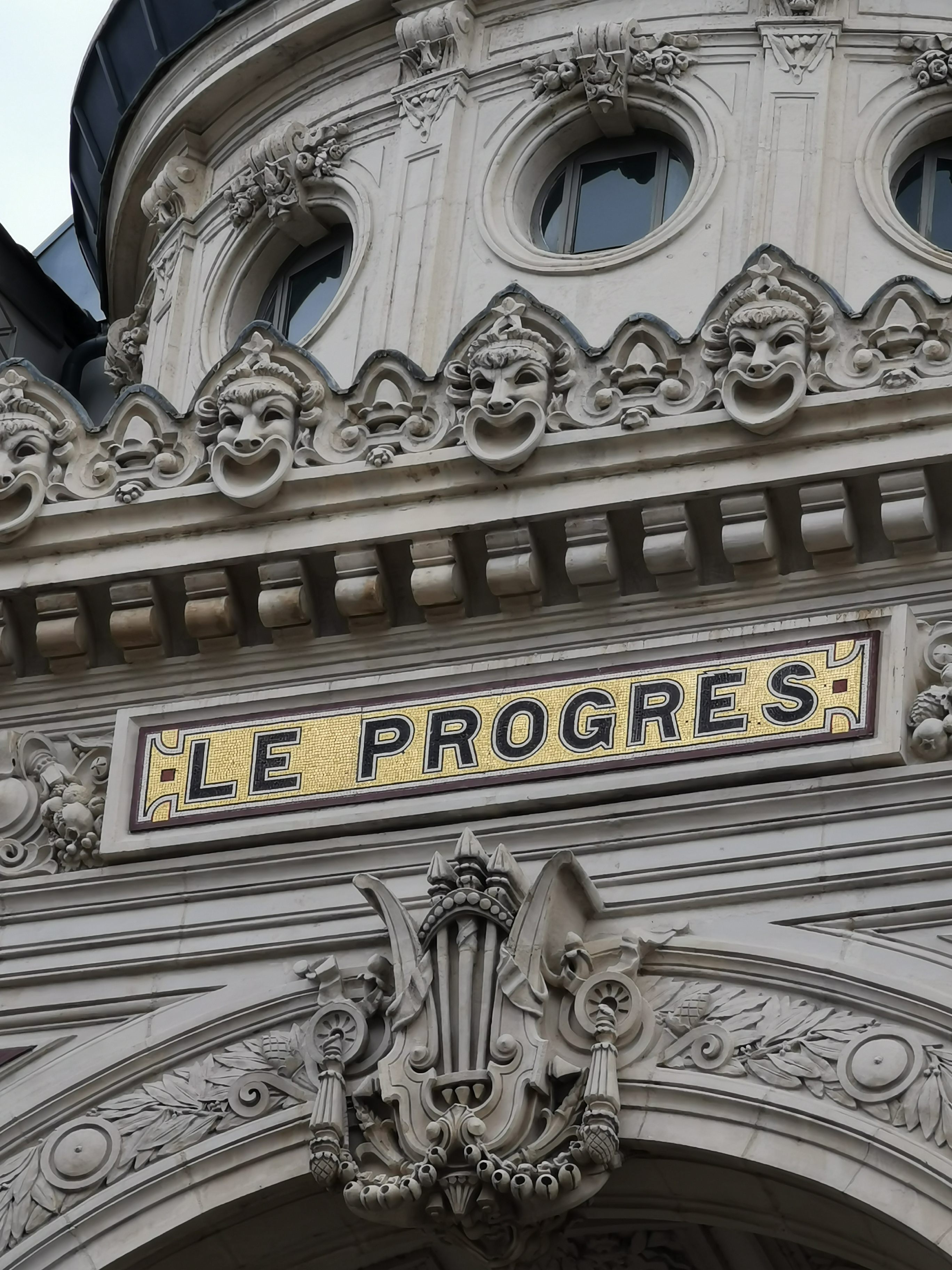
Les masques théâtraux et l'enseigne Le Progrès sur la façade témoignent des fonctions passées.